# جائزة البرازيل الكبرى 1977
جائزة البرازيل الكبرى 1977 هو سباق فورمولا 1 أقيم بتاريخ 23 يناير 1977 في البرازيل. كان الثاني من أصل 17 في بطولة العالم لسباقات الفورمولا واحد موسم 1977. حلّ الأرجنتيني كارلوس ريوتيمان أولا بينما جاء البريطاني جيمس هانت في المركز الثاني وحصل على المركز الثالث النمساوي نيكي لاودا.